# آرماند
آرماند (ارمنی: Արմանտ؛ زادهٔ ۱۹۱۵ - درگذشته ۲۰۰۸) یک شاعر ارمنی‌تبار اهل ایران بود.

## زندگی‌نامه
وی با نام اصلی آرام آنتونیان (ارمنی: Արամ Անտոնեան) در ۱۹۱۵ در تهران به دنیا آمد تحصیلات ابتدایی را در مدرسه آمریکایی انجام داد و سپس از کالج آمریکایی تهران فارغ‌التحصیل گشت. اولین اثر در روزنامه آلیک تهران به چاپ رسید. وی عضو اتحادیه نویسندگان ارمنی ایران بود وی در ۲۰۰۸ در سن ۹۳ سالگی در بوستون درگذشت.